# Cucullia scopariae
Cucullia scopariae là một loài bướm đêm trong họ Noctuidae.